# Carta de Neacșu

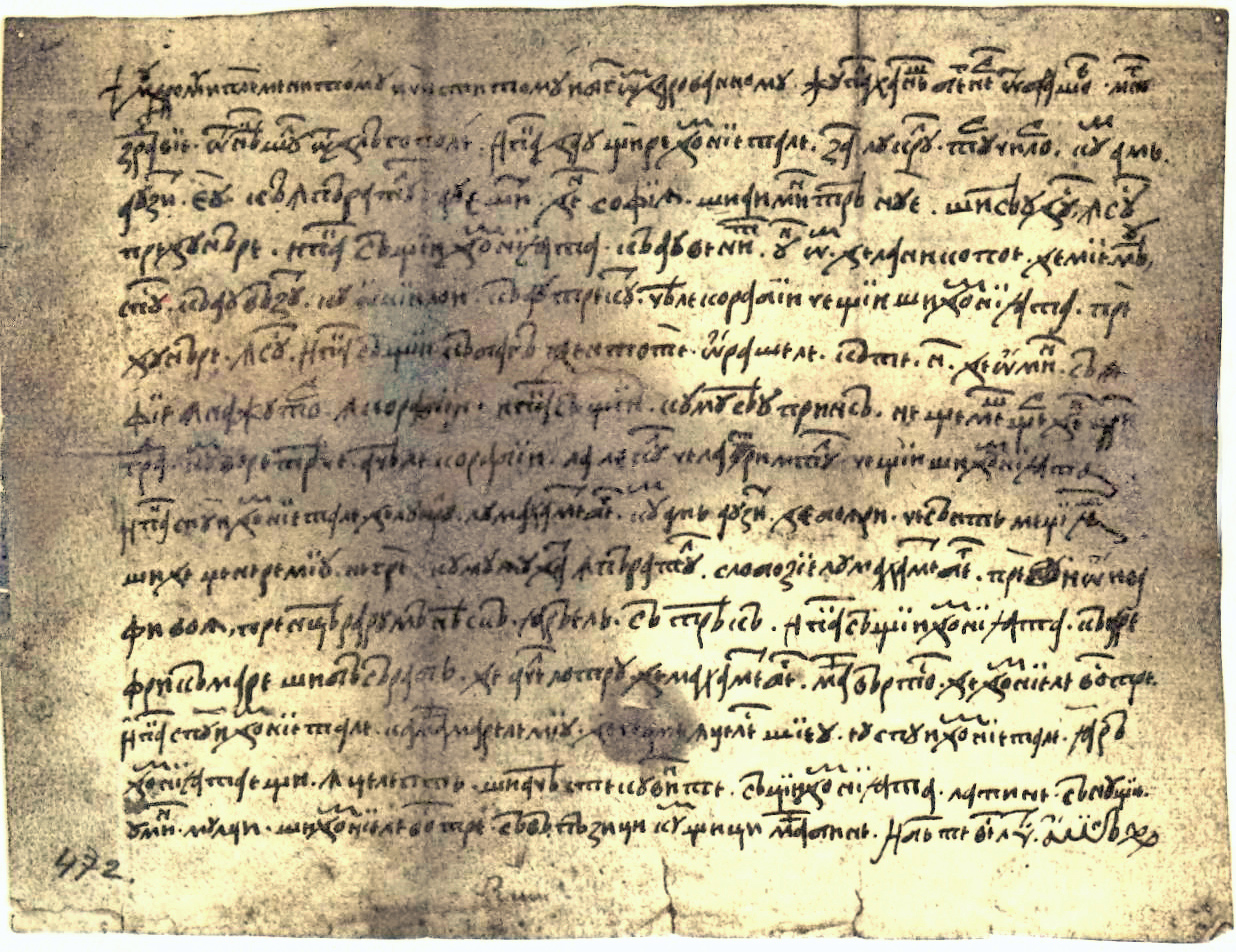
La carta de Neacșu és el document més antic que ens ha arribat en llengua romanesa

La carta de Neacșu de Câmpulung (Romanès: Scrisoarea lui Neacșu de la Câmpulung), (Romanès antic: Скрісѻрѣ льи дє ла Кымпȣлȣнг), escrita el 1521, és un dels documents conservats més antics escrits en romanès dels quals es pot donar una data fidedigna. Escrita en ciríl·lic, va ser enviada per Neacșu Lupu, un boiar de Dlăgopole, a Valàquia (avui Câmpulung, a Romania), i anava dirigida a Johannes Benkner, alcalde de Brasso, al Regne d'Hongria (avui Brașov, a Romania), avisant-lo d'un atac imminent de l'Imperi Otomà sobre Transsilvània.
Neacșu Lupu va ser un boiar valac del segle xvi provinent de Câmpulung, fill de Neacșu Mircea, i esmentat per primera vegada durant el regnat de Vlad cel Tânăr (1510–1512) en documents relacionats amb un judici entre ell mateix i uns comerciants de Brașov. És possible que fos un comerciant implicat en el comerç de béns turcs, que comprava al sud del Danubi i venia, posteriorment, a Transsilvània, fet que explicaria la seva relació amb l'alcalde de Brașov.

## Història

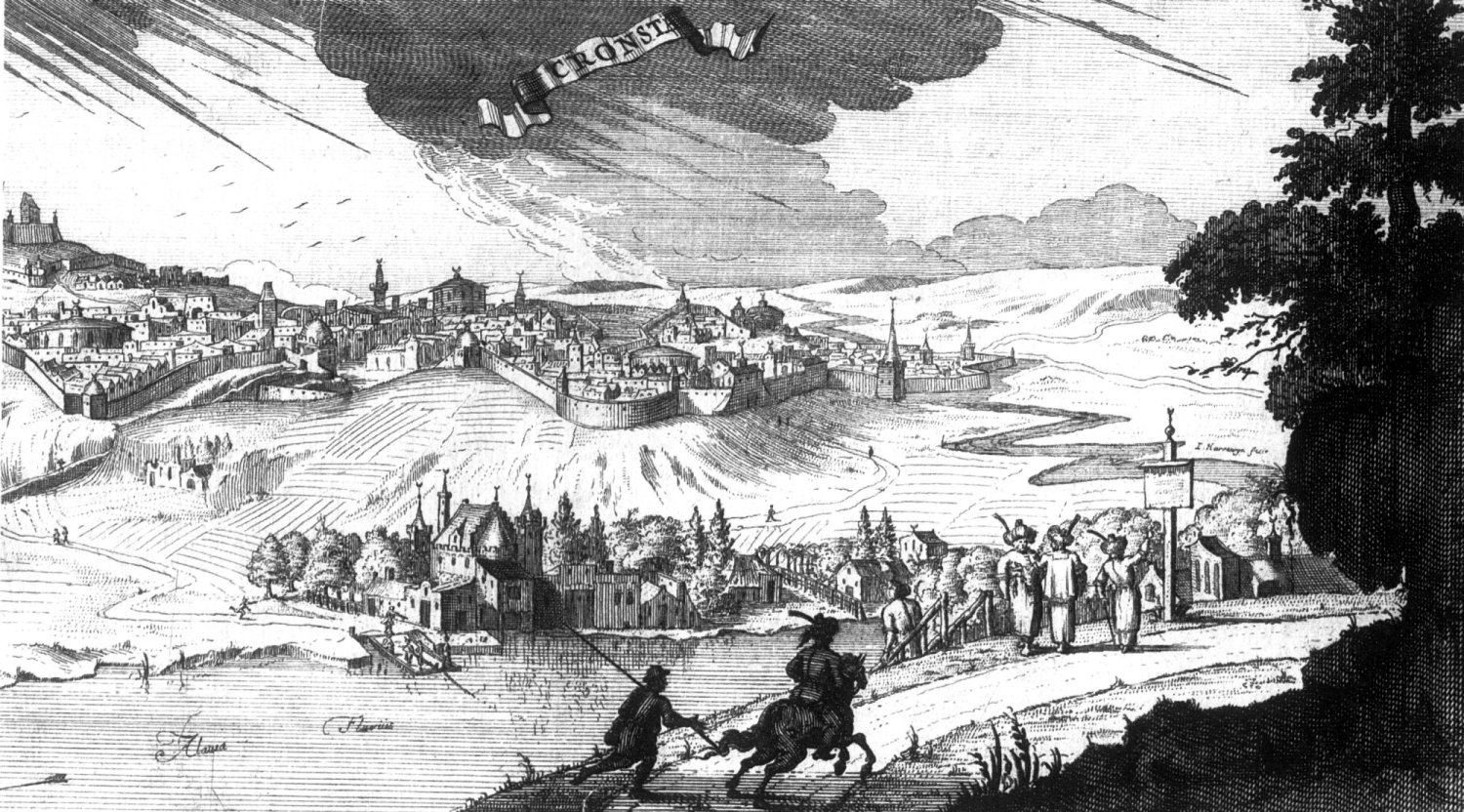
Una de les primeres panoràmiques de Brașov

La carta de Neacșu de Câmpulung a Johannes (Hans) Benkner, de Brașov, probablement va ser escrita el 29 o el 30 de juny de 1521, a la ciutat de Dlăgopole (la traducció o translació de l'antic búlgar per Câmpulung, literalment: "el camp llarg"). La data no s'esmenta a la pròpia carta, però s'ha calculat a partir dels esdeveniments històrics que descriu, així com les persones que s'hi esmenten.
La carta de Neacșu Lupu conté un secret de gran importància, avisant Johannes Benkner, de Brașov, sobre els preparatius turcs d'una invasió a través de Transsilvània i Valàquia.
La carta va ser descoberta el 1894 per Wilhelm Stenner, arxiver a Brașov.

## Contingut

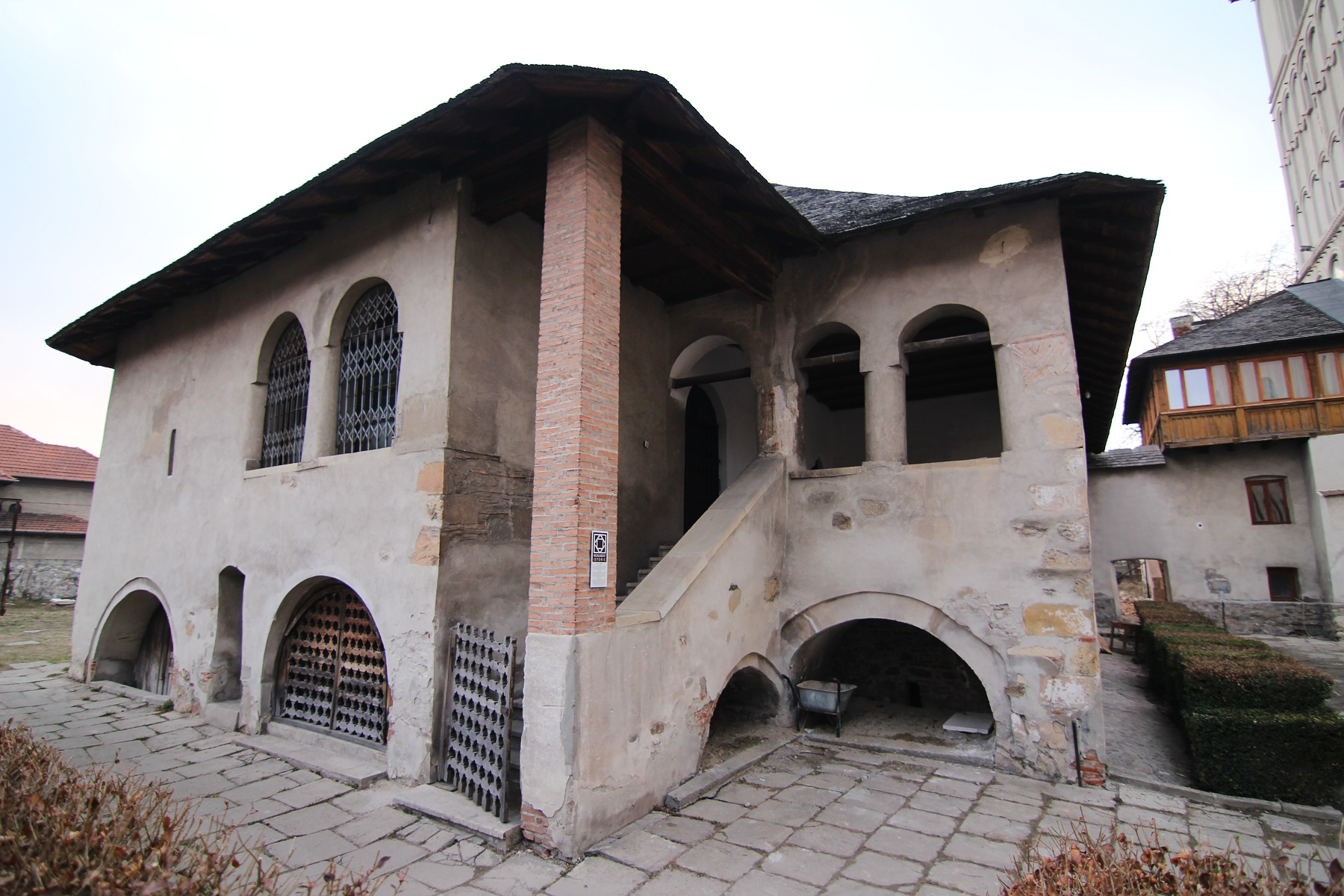
Casa del boiar de Câmpulung

El text de la carta va ser escrit en alfabet ciríl·lic, i es compon de tres parts. La introducció, escrita en l'antiga llengua búlgara, que traduït seria: "Al més savi i noble i honorat i per Déu dotat, el mestre Hanăș Bengner de Brașov, molta salut per part de Neacșu de Câmpulung".
Després de la introducció en búlgar, el contingut de la carta està escrit en llengua romanesa. A diferència de la majoria dels primers documents en altres llengües, els quals són, generalment, molt més antics, el romanès utilitzat en aquesta carta és molt similar a la llengua que es parla actualment a Romania. El lingüista romanès Aurel Nicolescu va concloure que no menys de 175 paraules de les 190 que componen la carta tenen origen llatí, sense comptar les paraules repetides o els noms. S'hi troben, també, algunes formes incorrectes d'altres paraules, sembla que a conseqüència de la dificultat que suposa representar alguns dels sons romanesos, com ara ă o î, mitjançant l'alfabet ciríl·lic.
També hi apareixen diverses expressions eslaves en el cos del document, com ara "I pak", que en búlgar vol dir "i així", i que té un significat semblant al concepte llatí "item", tot i que també s'utilitza per marcar l'inici d'una nova frase, ja que no s'aprecien símbols de puntuació al text. Una altra paraula búlgar és "za", que vol dir amb relació a [amb relació a un tema concret].
La carta acaba amb una altra sentència escrita en búlgar, que vol dir: "I vulgui Déu portar-te felicitat. Amen."

## Text

### Transcripció del ciríl·lic
1. mudromu i plemenitomu i čistitomu i b[o]gωm darovannomu župan hanĭš begner ot brašov mnog[o]
2. zdravie ot někšul ot dlŭgopole i pak dau štire domnïetale za lukrul turčilor kum amĭ
3. auzit èu kŭ ĩpŭratul au èšit den sofïę ši aimintrě nue ši sěu dus ĩ sus
4. pre dunŭre i pak sŭ štïi domnïjata kŭ au venit un ωm de la nikopoe de mïe měu
5. spus kŭ au vŭzut ku ωkïi loi kŭ au trekut čěle korabïi če štïi ši domnïjata prè
6. dunŭre ĩ sus i pak sŭ štïi kŭ bagŭ den tote ωrašele kŭte [50] de ωmin sŭ ę
7. fïe ĩn ažutor ĩ korabïi i pak sŭ štïi kumu sěu prinsŭ nešte meššter den c[a]ri
8. grad kum vorĭ trěče ačěle korabïi la lokul čela strimtul če štïi ši domnïjata
9. i pak spui domnïetale de lukrul lu mahamet beg kumu amĭ auzit de boęri če sŭntĭ medžïjaš
10. ši de dženere mïu negre kumu ęu dat ĩpŭratul slobozïe lu mahamet beg pre iu iωi va
11. fi voę pren cěra rumŭněskŭ jarŭ èlĭ sŭ trěkŭ i pak sŭ štïi domnïjata kŭ are
12. frikŭ mare ši bŭsŭrab de ačel lotru de mahamet beg mai vŭrtos de domnïele vostre
13. i pak spui domnïetale ka mai marele mïu de če amĭ ĩceles šïeu eu spui domnïetale jarŭ
14. domnïjata ešti ĩceleptĭ ši ačěste kuvinte sŭ cïi domnïjata la tine sŭ nu štïe
15. umin mulci ši domnïele vostre sŭ vŭ pŭzici kum štici mai bine i b[og]ĭ te ves[e]lit amïnŭ

### Transcripció seguint l'actual normativa romanesa

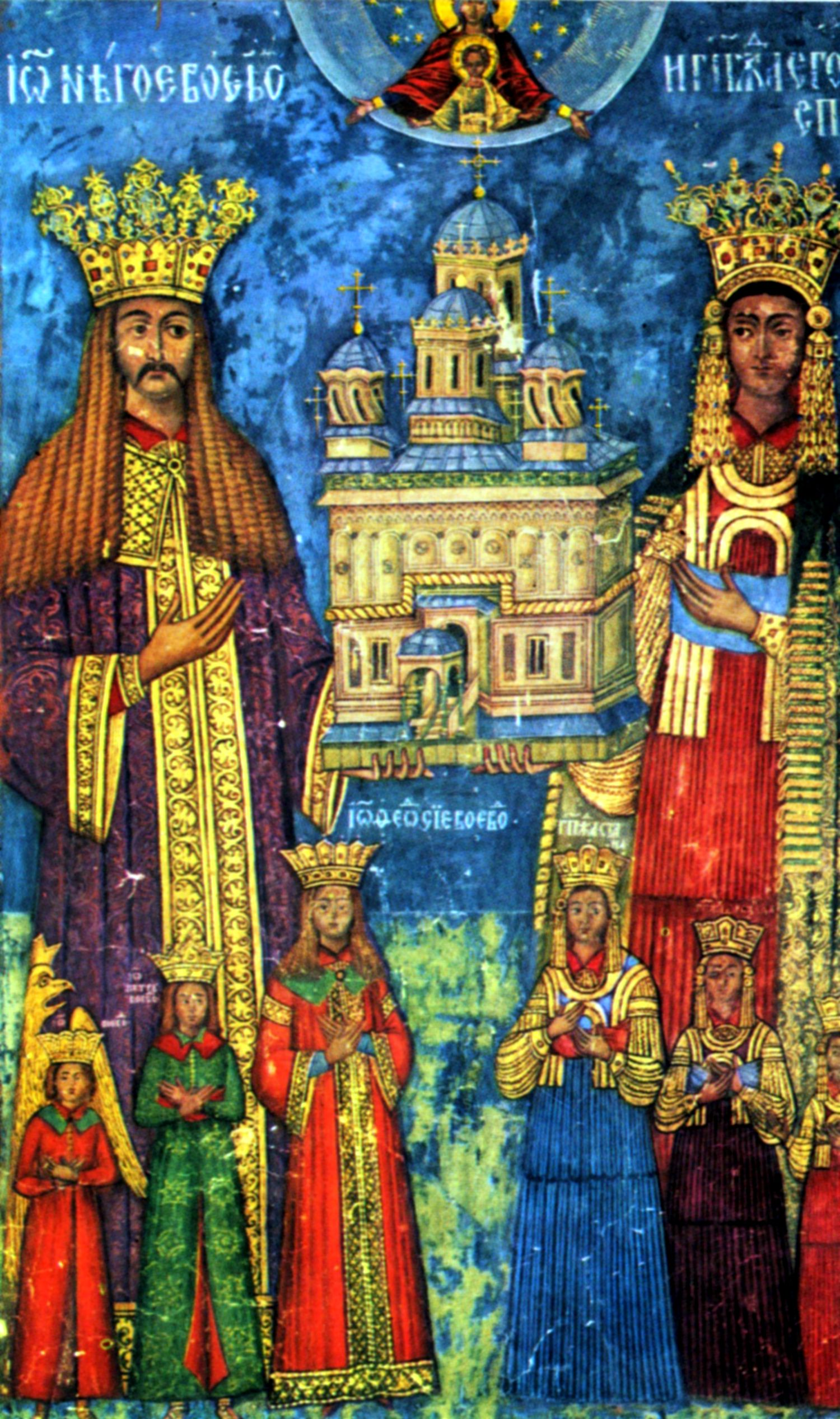
Neagoe Basarab, príncep de Valàquia, representat als murals del monestir de Curtea de Argeș

"Mudromu I plemenitomu, I cistitomu I B[o]gom darovannomu zupan Hanăș Begner ot Brașov mnog[o] zdravie ot Nécșul ot Dlugopole.
I pak dau știre domnietale za lucrul turcilor, cum am auzit eu că împăratul au ieșit den Sofiia și aimintrea nu e. Și se-au dus în sus pre Dunăre.
I pak să știi domniia-ta că au venit un om de la Nicopoe de mie mi-au spus că au văzut cu ochii lui că au trecut ceale corăbii ce știi și domniia-ta pre Dunăre în sus.
I pak să știi că bagă den toate orașele câte 50 de oamini să fie în ajutor în corăbii.
I pak să știi cumu se-au prins nește meșteri den Țarigrad cum vor treace aceale corabii la locul cela strimtul ce știi și domniia ta.
I pak spui domnietale de lucrul lu Mahamet-Beg, cum am auzit de boiari ce sânt megiiaș(i) și de genere-miu Negre, cumu i-au dat împăratul slobozie lui Mahamet-Beg, pre io-i va fi voia pren Țeara Rumânească, iară el să treacă.
I pak să știi domniia ta că are frică mare și Băsărab de acel lotru de Mahamet-Beg, mai vârtos de domniele voastre.
I pak spui domnietale ca mai-marele miu de ce am înțeles și eu. Eu spui domnietale, iară domniia ta ești înțelept și aceaste cuvinte să ții domniiata la tine, să nu știe oamini mulți și domniele vostre să vă păziți cum știți mai bine.
I B[og]i te ves[e]lit, Aminu."

### Traducció al català

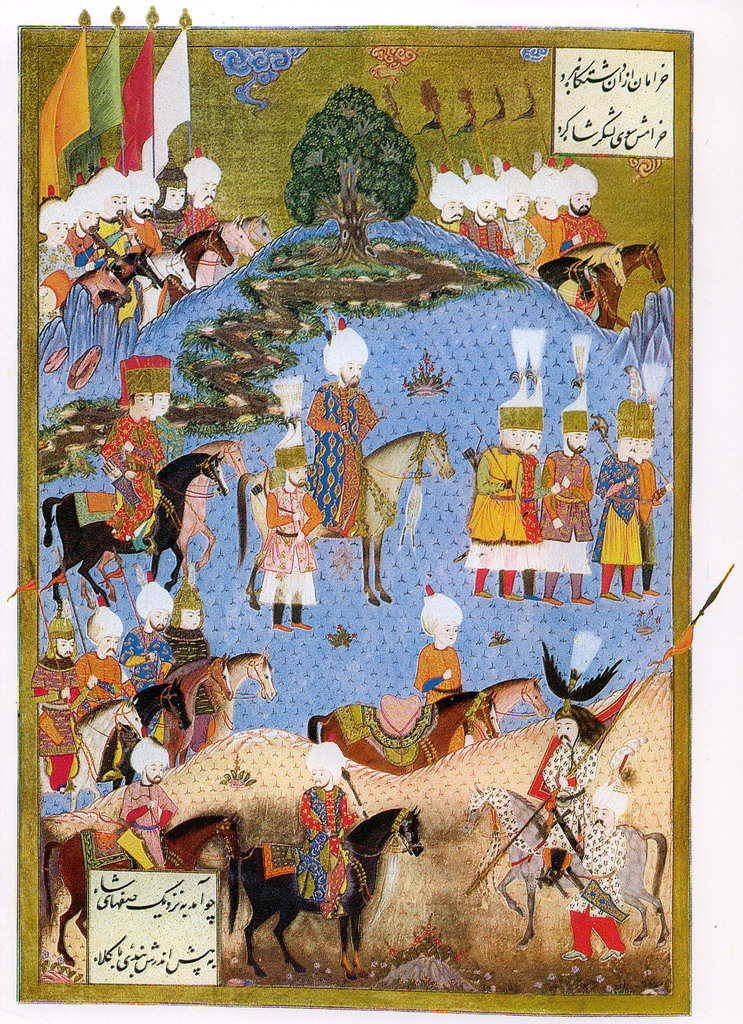
Miniatura del representant a Solimà I el Magnífic dirigint el seu exèrcit

"Al més savi i noble i honorat i per Déu dotat, el mestre Hanăș Bengner [és a dir, Johannes Benkner] de Brașov, molta salut per part de Neacșu de Câmpulung.
I així et faig saber les intencions dels turcs, tal com les he escoltat: que l'emperador [és a dir, el sultà Solimà I el Magnífic] ha abandonat Sofia, i deu ser cert, i ha pujat pel Danubi.
I hauries de saber que un home de Nicopolis em va venir i em va dir que havia vist amb els seus propis ulls que aquells vaixells dels quals tens coneixement han navegat Danubi amunt.
I així hauries de saber que estan prenent 50 homes de cada vil·la per ajudar amb els vaixells.
I així hauries de saber que alguns experts de Tsarigrad [és a dir, Istanbul] han descobert com passar aquell indret estret del qual també tens coneixement.
I així et parlo de les intencions de Mahamet beg, tal com les he sentit dels boiars veïns i del meu gendre Negre, que l'emperador ha donat a Mahamet via lliure per creuar Valàquia [Țeara Rumânească, lit. "la terra dels romans ", essent així, també, la primera menció el nom de "Romania" en un text romanès] per on li plagui.
I així hauries de saber que el nostre Basarab també està espantat d'aquest lladre d'en Mahamet beg, fins i tot més que tu.
I així et dic a tu, com a superior meu, allò que he descobert. T'ho explico, i tu ets savi i hauries de guardar aquestes paraules per tu mateix, ja que no gaires persones ho saben, i hauries de tenir-se cura.
I que Déu vulgui portar-te felicitat. Amen."